# Kézdivásárhely magyar irodalmi élete
Kézdivásárhely magyar irodalmi élete (17. század–20. század).

## 17-19. században
Kézdivásárhely magyar irodalmi élete 17. századig nyúlik vissza, amikor a virágzó kézműves és kereskedelmi központ iskolavárossá alakult. A reformátusok már 1637-ben megalapították iskolájukat; itt tanult Vásárhelyi Péter, a nyelvész és író, nagyenyedi rektor, Matkó István jeles hitvitázó, Váradi Mátyás teológus, aki már 1669-ben orvosi művet adott ki a szárazbetegségről. 1680-tól előbb Esztelneken, majd a későbbi Kézdivásárhellyel egyesített Kanta faluban római katolikus gimnázium is működött, ennek irodalmi jelentőségét az adja meg, hogy 1696-tól kezdve közel egy századon át rendszeresen folyt itt az iskolai színjátszás, s a megmaradt 49 drámakéziratból 22 magyar nyelvű, köztük nem egy szerzője kantai tanár. A 19. század elején egy katonai altisztképző iskola is létesült, ennek küldött 1836-ban száz aranyat Kőrösi Csoma Sándor, s itt tanult Gál Sándor, az 1848–49-es forradalom és szabadságharc legendás ezredese.
1842-ben alakult meg a Kaszinó nagy könyvtárral, elnöke Fábián Dániel költő, aki 1849 júniusában az első itt megjelenő lap, a Székely Hírmondó első számában Bem tábornokhoz intézett köszöntő verset. A Kaszinó több mint százéves fennállása alatt irodalmi és tudományos előadásokat, emlékünnepélyeket szervezett, támogatta a műkedvelő és a hivatásos színjátszást, a zenei rendezvényeket, a városi múzeum létrehozását. Különösen az 1870-es évektől lendült fel a művelődési élet, megalakult a Közművelődési Egyesület s a Pedagógiai Társaság is. 1879-től a Kézdivásárhely és Környéke c. lap megindulásával élénk sajtóélet kezdődött a városban.

## 20. század eleje
Olykor két-három újság is megjelent, legjelentősebb közöttük a Székely Újság (1904–44). Nyomda is több működött, ezek könyvkiadásra is vállalkoztak: 1918 és 1940 között itt 36 önálló mű és 17 sajtótermék megjelenését tartja számon a bibliográfia. Kiadták Szabó Jenő három verseskötetét, Erőss József írásait, itt jelent meg 1920-ban Vajna Károly és P. Szabó József szerkesztésében az első romániai magyar ABC- és olvasókönyv, majd Sylvester Ferenc és Brósz Emil filozófia, ill. vegytan tankönyve. A gimnázium Mikes Kelemen nevét viselő önképzőköre kéziratos lapot adott ki, s felújította a régi kantai iskolai színjátszást. A közélet élénkségét jelzik az élclapok is (Flekken, Pletyka).

## A két világháború közt
A két világháború közti időszakban a város irodalmi életében jelentős szerepet töltött be Szabó Jenő költő, író, Szabó Dezső bátyja, Balázs Márton néprajzi és népköltészeti gyűjtő, Péter János pedagógiai szakíró, műfordító, Diénes Ödön szerkesztő, Diénes Jenő ifjúsági író, Zsögön Zoltán költő, kritikus, Elekes György újságíró, költő, Földi István író, Fekete András újságíró. A 20. század első felében figyelemre méltó irodalmi tevékenységet fejtettek ki a gimnáziumi tanárok, köztük Sylvester Ferenc, Erőss József, Szőcs Mihály, akik színdarabokat írtak és rendeztek, Bíró Lajos, székely jelesekről írt tanulmányok szerzője, Domokos Pál Péter néprajzi és népzenei kutató, Brósz Emil ornitológus, Csapó József mezőgazdasági szakíró, Cselényi Béla történész.
Kézdivásárhely számon tartja szülötteit, akik innen indultak, s életpályájukon nevet szereztek maguknak és városuknak a művelődés történetében, így Balogh István drámaírót, Bányai János geológust, Szalay Gyula történészt, Székely Ödön írót, aki Ady zilahi tanára volt, Rákosy Zoltán írót, Kovács István régészt, Elekes Dezső statisztikust, Katona Szabó István írót, az Új Élet szerkesztőjét. E névsorhoz csatolhatók mindazok is, akik e hagyományos iskolaváros légkörében nevelkedtek: itt volt diák Brósz Irma festőművész, Dávid (Iván) Antal író, Antal Árpád irodalomtörténész, Kelemen Frigyes fizikus, Szőcs Huba fizikus, Antal András mezőgazdasági szakíró, Nagy Zoltán közgazdasági szakíró, Kovács András biológiai szakíró, Angi István zeneesztéta, Sylvester Lajos közíró, sepsiszentgyörgyi színházigazgató, Markó Béla költő, Borcsa János kritikus, Jakabos Ödön utazó, aki elzarándokolt Kőrösi Csoma Sándor indiai sírjához.

## A II. világháború után
A második világháború után Kézdivásárhelyen 1952 óta működött Városi Művelődési Ház, s 1969-ben, Gábor Áron halálának 120. évfordulóján itt, a székely szabadságharcos híres ágyúgyártásának színhelyén jött létre az az emlékkiállítás, melyből az 1941-ben megszűnt Városi Múzeum újjászülethetett nemzetközileg is elismert céhtörténeti részlegével. Itt őrzik Incze István festőművésznek a város jellegzetes udvartereit megörökítő festményeit is. A főtéren 1971-ben avatták fel Nagyvarjasi Oláh Sándor alkotását: Gábor Áron szobrát.
1981-ben létesült a városban az Apor Péter Irodalmi Kör, vezetője Boér Géza költő. 1982-ben itt alakult meg Kovászna megye első népszínháza. A régi Kaszinó híres könyvtára városi könyvtárként működött tovább, könyvállománya az 1980-as évek elején 50 000 kötet. Kézdivásárhelyen élt és alkotott a festőművész Kosztándi házaspár, Jenő és Katalin, valamint Vetró András szobrász, V. Bodoni Zsuzsa és Sárosi Csaba grafikus.